# Jan Koehler
Jan Koehler (ur. 1822 lub 1826 we Lwowie, zm. 28 czerwca 1895 tamże) – polski aktor teatralny i śpiewak operowy.
Prawdopodobnie był ojcem aktora Edwarda Koehlera. Naukę śpiewu pobierał we Lwowie i Wiedniu. Jego debiut miał miejsce w teatrze we Lwowie 10 listopada 1845, zagrał wówczas partię Gwiazdonia w Marnotrawcy. Po otrzymaniu angażu grał w wodewilach i lekkich komediach. Od 1854 przez trzy lata grał w działającej we Lwowie operze niemieckiej, a następnie przeniósł się do Warszawy gdzie po raz pierwszy wystąpił w Warszawskim Teatrze Rozmaitości 16 maja 1857 w Ernanim, gdzie zagrał Karola V. Od 1 maja 1858 otrzymał stały angaż w operze w Warszawskim Teatrze Rozmaitości. 
Występował w roli tytułowej w Rigoletto, grał Stacha w Jawnucie, Alfredo Germonta w Traviacie, Marcina w Verbum nobile, Macieja w Strasznym dworze, Henryka w Marii di Rohan, Dżaresa w Parii, Renato w Balu maskowym, Lunę w Trubadurze oraz Jontka w Halce. Jesienią 1872 powrócił do Lwowa, po raz pierwszy wystąpił tam 10 września 1872 i grał tam do 1885 jako Nevers w Hugenotach, Amonasro w Aidzie oraz zaśpiewał rolę tytułową w Wilhelmie Tellu. 24 marca 1885 przeszedł na emeryturę.